# Pepe de Lucía
José Sánchez Gómez, plus connu sous le nom de Pepe de Lucía, né à Algésiras (Andalousie, Espagne) le 25 septembre 1945, est un producteur de musique et chanteur de flamenco espagnol.

## Biographie
José Sánchez Gómez commence sa carrière professionnelle de chanteur flamenco sous le nom de Pepe de Algeciras, avec son frère guitariste Paco de Lucía. Tous deux forment alors le duo Los Chiquitos de Algeciras qui rencontre un grand succès et le Prix spécial du jury au concours international de Jerez de la Frontera en 1962.
Il continue à chanter avec son frère Paco quand celui-ci obtient la reconnaissance nationale puis internationale. Il travaille également avec le danseur José Greco, écrit des paroles pour Camarón de la Isla, Remedios Amaya ou Alejandro Sanz, et participe à la mise en scène des spectacles du danseur Antonio Gades. Il produit également les albums de flamenco de nombreux artistes, parmi lesquels figurent Capullo de Jerez (es), La Macanita, Fernando Terremoto, Los Zambos, Potito et Tijeritas (es).
En 1986, il apparaît avec son frère Paco sur une chanson de Leonard Cohen.

## Famille
Pepe de Lucía est le frère cadet de Ramón de Algeciras (1938-2009) et le frère aîné de Paco de Lucía (1947-2014), tous deux guitaristes. Il est le père de la chanteuse Malú.

## Discographie
- 1961 : Los Chiquitos de Algeciras Vol. 1[3], Los Chiquitos de Algeciras Vol. 2[4] et Los Chiquitos de Algeciras Vol. 3[5]
- 1996 : El orgullo de mi padre[6]
- 1999 : Los hijos de Luzía[7]

## Distinctions
- Prix Antonio Chacón.
- 2003 : Latin Grammy Award du meilleur album flamenco pour El corazón de mi gente.